# Цветково (Новомосковское сельское поселение)
Цветко́во — посёлок в Гурьевском городском округе Калининградской области России.

## История
Деревня Бергервин (нем. Bergerwyn) основана в 1402 году. В 1785 году переименована в Бергау (нем. Bergau). В 1947 году указом Президиума Верховного Совета РСФСР населённому пункту присвоено наименование посёлок Цветково.

## Население
| 2002 | 2010 | 2011 |
| ---- | ---- | ---- |
| 127  | ↘109 | →109 |

## Улицы
- ул. Любимая,
- ул. Надёжная,
- ул. Северная.